# Cratichneumon ashmeadi
Cratichneumon ashmeadi là một loài tò vò trong họ Ichneumonidae.